# Webmin
Webmin — программный комплекс, позволяющий администрировать операционную систему через веб-интерфейс, в большинстве случаев, позволяя обойтись без использования командной строки и запоминания системных команд и их параметров. На данный момент лучше всего поддерживаются системы Solaris, Linux (в частности, Redhat) и FreeBSD.
Используя любой браузер, администратор сервера может создавать новые учётные записи пользователей, почтовые ящики, изменять настройки служб и сервисов, например, веб-сервера Apache, DNS. Однако в некоторых случаях необходимо знание операционной системы и редактирование конфигурационных файлов вручную. Кроме того, не все возможности операционной системы и не все программы можно конфигурировать через интерфейс Webmin, например, nginx пока не входит в базовый набор.
Webmin состоит из простого веб-сервера и большого количества скриптов (>500), которые осуществляют связь между командами администратора (через веб-интерфейс) и их исполнением на уровне операционной системы и прикладных программ. Webmin написан на языке Perl и не использует никаких дополнительных нестандартных модулей. Простота, лёгкость и скорость выполнения команд — это одни из главных преимуществ данной панели управления.
Еще одно ключевое преимущество — возможность ручного редактирования конфигурационных файлов. В отличие от многих панелей управления, Webmin сохраняет целостность конфигурационных файлов и придерживается стандартных практик конфигурации, принятых в различных дистрибутивах.
Данная панель управления бесплатна на условиях лицензии BSD и распространяется для коммерческого и некоммерческого использования. Авторы этой программы позволяют всем желающим не только бесплатно использовать программу, но и изменять её по своему усмотрению.
Работа с Webmin осуществляется через браузер по адресу https://имя_домена.com:10000/ (по умолчанию)

## Интерфейс
Для Webmin доступны несколько десятков тем оформления, многие из которых уже входят в стандартный дистрибутив.

## Модули
Webmin представляет собой модульную систему, где каждый компонент может быть активирован или деактивирован по требованию. Официальный репозиторий содержит более 300 модулей. Данные модули обеспечивают комплексное управление и тонкую настройку практически всех аспектов работы сервера.

## Стандартный набор
В стандартный набор дистрибутива Webmin 1.630 входит 127 модулей. Ниже перечислены некоторые модули стандартного набора.
- Apache Webserver — настройка веб-сервера Apache, позволяет редактировать почти все инструкции.
- Command Shell — позволяет выполнить удаленно команду и просмотреть вывод.
- Custom Commands — создание кнопки для часто используемых команд.
- DHCP Server — управление общей сетью, хостами, и группами.
- Disk Quotas — установка и настройка квот для пользователей или групп пользователей, на данной файловой системе.
- File Manager — работа с файлами на сервере.
- GRUB Boot Loader — настройка загрузчика GRUB.
- Linux Firewall — настройка брандмауэра Linux.
- MySQL Database Server — настройка базы данных, таблицы и разрешения на сервере баз данных MySQL.
- Perl Modules — просмотр установленных Perl модулей и возможность установить новые.
- Running Processes — список запущенных процессов в вашей системе с возможностью убить или изменять приоритет процесса.
- SSH Server — настройка SSH сервера.
- Software Packages — менеджер пакетов, с возможностью установить новые.
- System Logs — настройка сервера системных журналов в вашей системе и просмотр журналов.
- Users and Groups — создание и редактирование Unix пользователей и групп пользователей.
- Webmin Configuration — настройки Webmin’а.